# ステファーノ・ボルゴノーヴォ
- ステファノ・ボルゴノーヴォ

ステファーノ・ボルゴノーヴォ（Stefano Borgonovo, 1964年3月13日 - 2013年6月27日）は、イタリア・ジュッサーノ出身の元サッカー選手で元イタリア代表。現役時のポジションはFW 。

## 経歴
コモのユースチーム出身で、1981年からトップチームでのキャリアをスタートさせると、1985-86シーズンにリーグ戦で10ゴールを挙げて、翌シーズンにACミランが獲得するが、そのままコモに貸し出されるという形、コモでのプレーを続けた。
1988-89シーズン、ACFフィオレンティーナでリーグ戦14得点を挙げでブレークすると、1989年2月、デンマークとの親善試合でイタリア代表デビューを果たした。1989-90シーズンにACミランに正式に加入、リーグ開幕戦のチェゼーナ戦で先発して移籍後初得点を挙げたが、マルコ・ファンバステンの控え選手としてのプレーを強いられた。それでもチャンピオンズカップ準決勝のFCバイエルン・ミュンヘン戦の第1戦、途中出場からファールを受けてPKを奪うと、これをファンバステンが決めて決勝点となった。第2戦でも途中出場から1得点を挙げ、チームを決勝に導いた。決勝のベンフィカ戦では起用されなかったが、チームは優勝を果たした。
1992-93シーズンにはペスカーラでリーグ戦9ゴールを挙げたが、チームはセリエB降格した。1995-96シーズン、ウディネーゼでのプレーを最後に引退した。
引退後はALSを患い、闘病を続けていたが、自らの財団を創設し、2008年にアルテミオ・フランキで開催されたACFフィオレンティーナOB対ACミランOBのチャリティーマッチ(ロベルト・バッジョ、パオロ・マルディーニ、ロベルト・ドナドーニらが出場)などを主催し、ALSに関する認知を広め、患者を支援する活動をしていたが、2013年に死去した。

## タイトル
ACミラン
- チャンピオンズカップ : 1989-90

個人
- フィオレンティーナ殿堂
- Premio Nazionale Carriera Esemplare "Gaetano Scirea" : 2013